# Asian Journal of Mathematics
La revue Asian Journal of Mathematics, aussi nommée The Asian Journal of Mathematics est une revue scientifique à évaluation par les pairs couvrant tous les domaines des mathématiques pures et appliquées.

## Description
La revue a été créée en 1997. Elle est publiée par International Press of Boston. Les éditeurs-en-chef sont, en 2021, Raymond Chan (Université chinoise de Hong Kong) Shing-Tung Yau (Université Harvard). La revue publie des articles de recherche originaux et des articles de synthèse sur tous les domaines des mathématiques pures et des mathématiques appliquées.
La revue édite un volume par an, composé de six numéros paraissant respectivement en février, avril, juin, août, octobre et décembre. Les articles sont librement accessibles par le site du journal ou par l'entrée sur International Press. À titre d'illustration, le volume 24 (2020) comporte plus de mille pages.

## Résumés et indexation
Le journal est indexé par
- Current Contents: Physical, Chemical & Earth Sciences
- Math Reviews
- Science Citation Index Expanded
- SCOPUS: Elsevier
- ZentralBlatt MATH[1].

Son facteur d'impact est de 0,624 en 2020.